# Pousada de Saramagos
Pousada de Saramagos ist eine portugiesische Gemeinde (Freguesia) im nordportugiesischen Kreis Vila Nova de Famalicão. In ihr leben 2179 Einwohner (Stand 19. April 2021).
Der Ort liegt am Fuß des Monte das Eiras. Die Pfarrkirche des Ortes ist dem heiligen Martin geweiht.

## Bauwerke

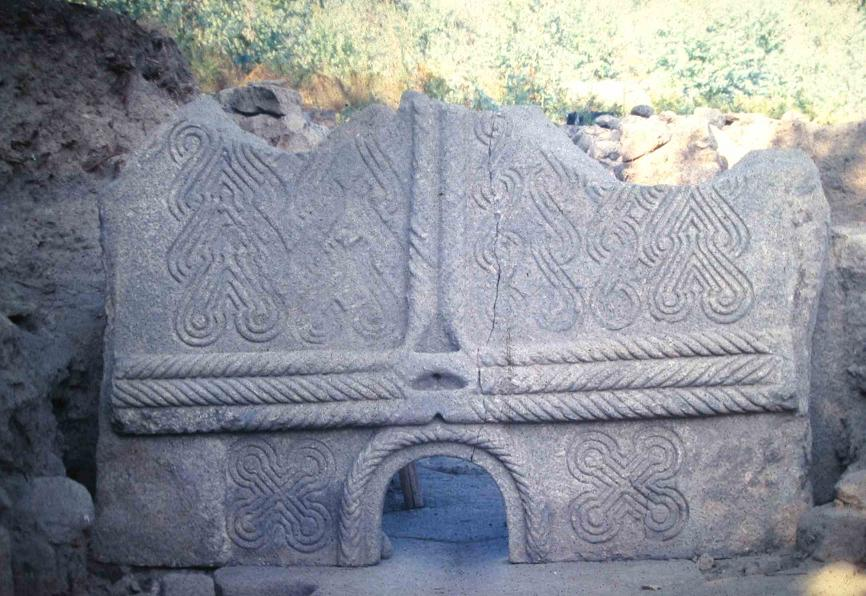
Pedra Formosa

- Pedra Formosa von Castro das Eiras
- Igreja Paroquial de Pousada de Saramagos

## Sport
Der Betriebssportverein GD Riopele des gleichnamigen Textilunternehmens spielte 1977/78 in der obersten Fußballliga.